# Список умерших в 1054 году
В этой статье представлен список известных людей, умерших в 1054 году.
См. также: Категория:Умершие в 1054 году

## Февраль

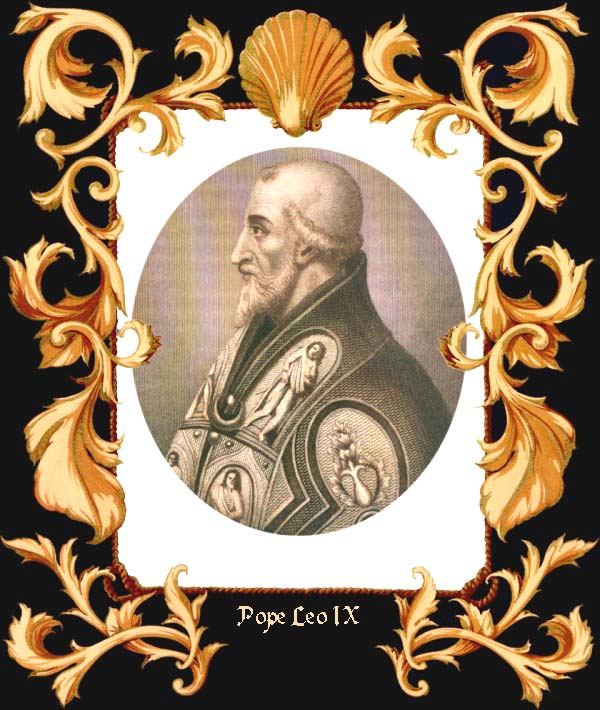
Лев IX

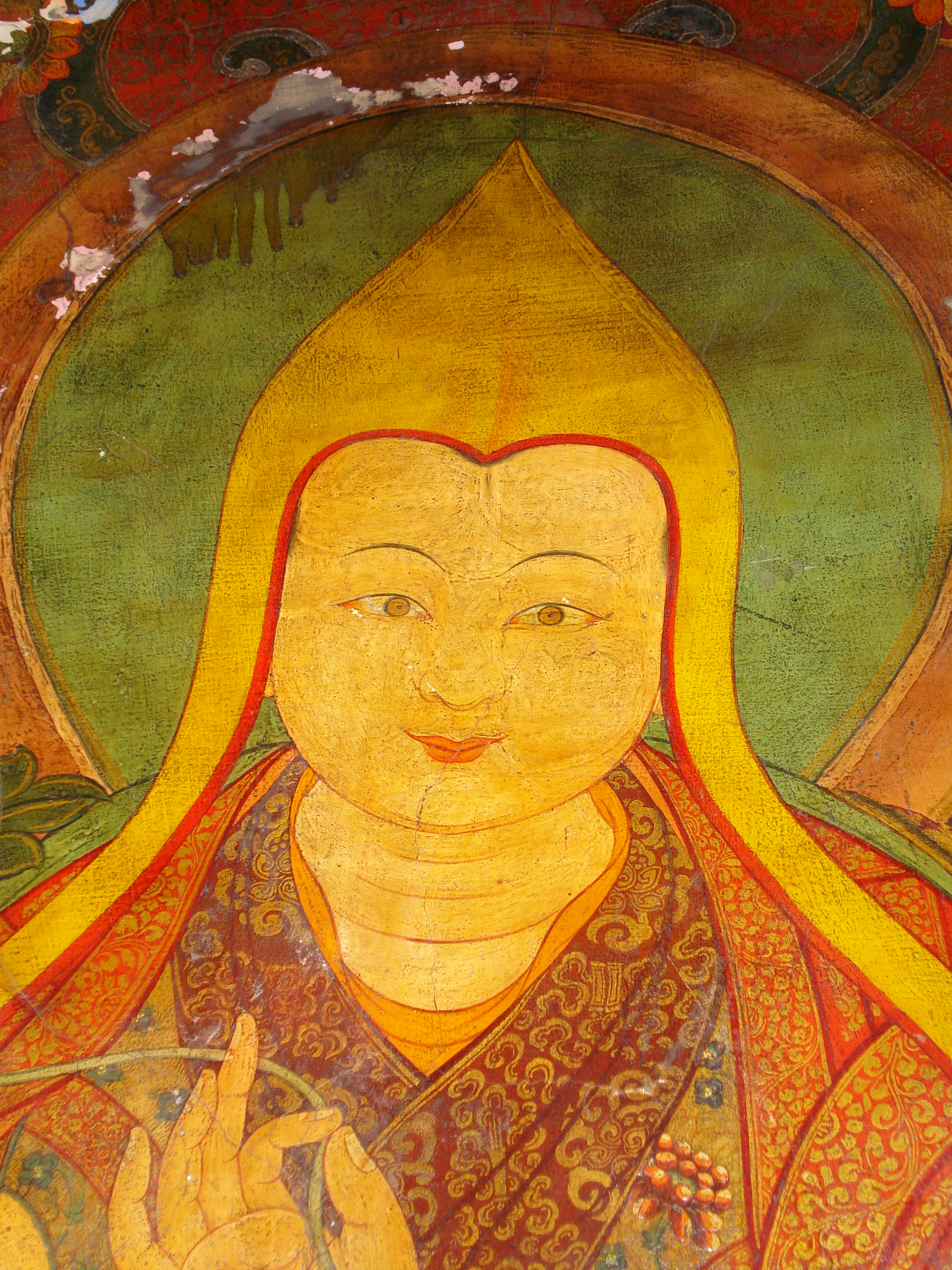
Атиша

- 20 февраля — Ярослав Владимирович Мудрый — князь ростовский (987—1010), князь новгородский (1010—1034), великий князь киевский (1016—1018, 1019—1054)

## Март
- 8 марта — Ацелин[нем.] — епископ Хильдесхайма (1044—1054)

## Апрель
- 19 апреля — Лев IX — папа римский (1049—1054), святой римско-католической церкви.

## Июль
- 19 июля — Бернольд[англ.] — епископ Утрехтский (1026/7—1054)

## Сентябрь
- 15 сентября — Гарсия III Нахерский — король Наварры с 1035 года. Погиб в бою.
- 24 сентября — Герман из Райхенау — немецкий монах-бенедиктинец, историк, астроном, математик, поэт, теоретик и сочинитель музыки. Святой римско-католической церкви.

## Ноябрь
- 3 ноября — Ли Тхай Тонг (54) — император (c 1028) вьетнамской династии Поздние Ли.
- 8 ноября — Лазарь Галисийский — христианский аскет, столпник.

## Дата неизвестна или требует уточнения
- Атиша — индийский буддийский мыслитель и проповедник, основатель школы Кадам тибетского буддизма.
- Гастон III — виконт Беарна.
- Гуго — граф Руэрга, граф Керси, маркиз Готии с 1008 года.
- Ивар III — король Дублина (1038—1046)
- Ламберт II де Ланс — граф Ланса с 1049 года.
- Раджадхираджа Чола[англ.] — император Чолы с 1044 года
- Фахраддин Гургани — персидский поэт.